# Hierodulinae
Hierodulinae — подсемейство насекомых из семейства настоящих богомолов (Mantidae). Первоначально выделено Бруннером фон Ваттенвилем Он был восстановлен в рамках крупного пересмотра таксономии богомолов, и теперь содержит роды, ранее помещенные в другие подсемейства семейства Mantidae.
Этот таксон является частью надсемейства Mantoidea (группы Cernomantodea) и инфраотряда Schizomantodea. Представители зарегистрированы из Африки, Азии и Австралии.

## Трибы и роды
Это подсемейство теперь содержит много родов, которые ранее относились к другим подсемействам, включая Mantinae. Mantodea Species File указывает здесь две трибы:

### Archimantini
- Подтриба Archimantina
  - Archimantis Saussure, 1869
  - Austromantis Sjostedt, 1918
  - Austrovates Sjostedt, 1918
  - Coenomantis Giglio-Tos, 1917
  - Corthylomantis Milledge, 1997
  - Nullabora Tindale, 1923
- Подтриба Pseudomantina
  - Pseudomantis Saussure, 1869
- Подтриба Trachymantina
  - Sphodropoda Stal, 1871
  - Trachymantis Giglio-Tos, 1917
  - Zopheromantis Tindale, 1924

### Hierodulini
- Camelomantis Giglio-Tos, 1917
- Chlorocalis Stiewe, Shcherbakov & Vermeersch, 2019
- Dracomantis — единственный вид D. mirofraternus Shcherbakov & Vermeersch, 2020
- Ephierodula Giglio-Tos, 1912
- Gretella — единственный вид G. gracilis Werner, 1923
- Hierodula Burmeister, 1838
- Hierodulella Giglio-Tos, 1912
- Mekongomantis — единственный вид M. quinquespinosa Schwarz, Ehrmann & Shcherbakov, 2018
- Pnigomantis Giglio-Tos, 1917 — единственный вид P. medioconstricta Westwood, 1889
- Rhombodera Burmeister, 1838
- Rhombomantis Ehrmann & Borer, 2015
- Stictomantis Beier, 1942 — единственный вид S. cinctipes Werner, 1916
- Tamolanica Werner, 1923
- Tismomorpha Roy, 1973
- Titanodula Vermeersch, 2020[4]